# کیلروپ
کیلروپ (به لاتین: Kjellerup) یک منطقهٔ مسکونی در دانمارک است که در Silkeborg Municipality واقع شده‌است. کیلروپ ۳٫۷۸ کیلومتر مربع مساحت و ۵٬۱۱۹ نفر جمعیت دارد.